# ليتلتون (نيوهامشير)
ليتلتون (بالإنجليزية: Littleton, New Hampshire)‏ هي بلدة أمريكية تقع في الولايات المتحدة في مقاطعة غرافتون (نيوهامشير). يقدر عدد سكانها بـ 5,928 نسمة ومساحتها 140.1 كم2 وترتفع عن سطح البحر 250 متر.

## معرض صور

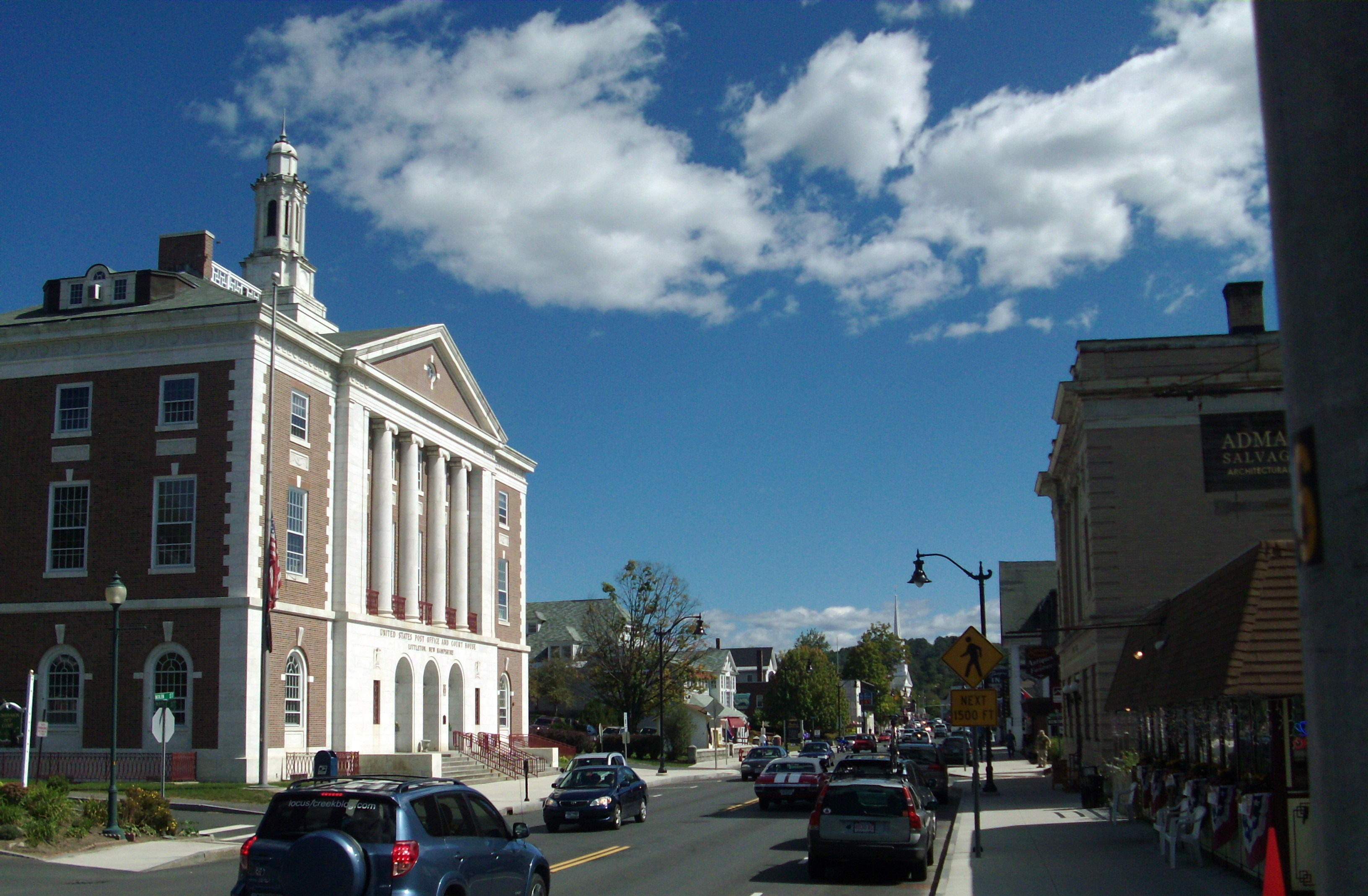
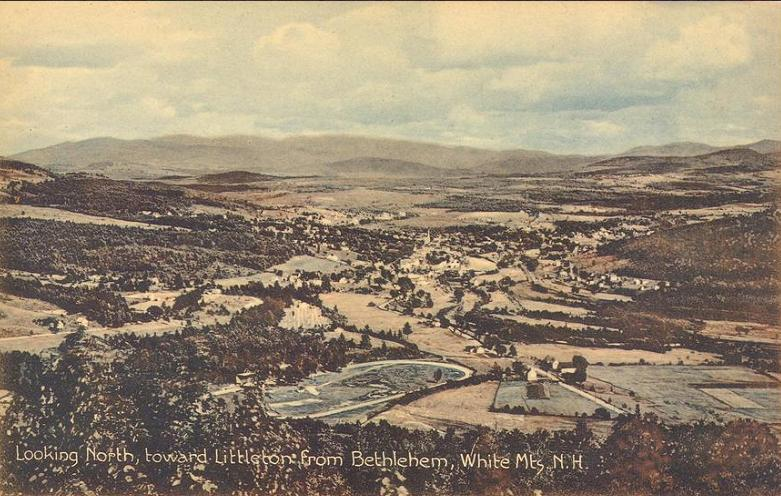
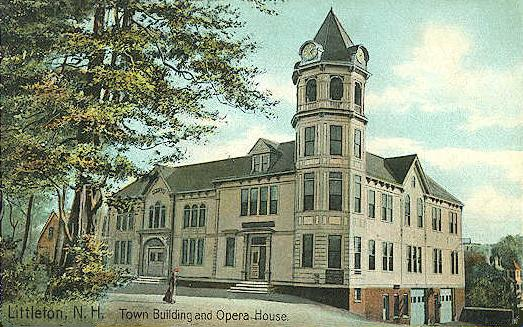
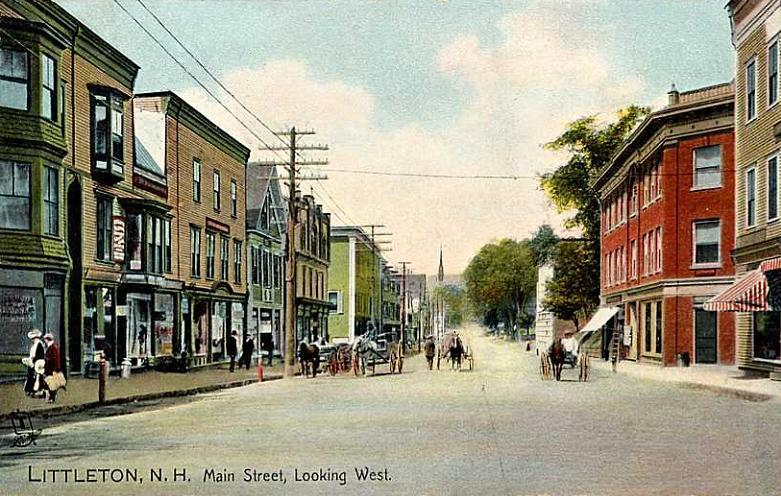
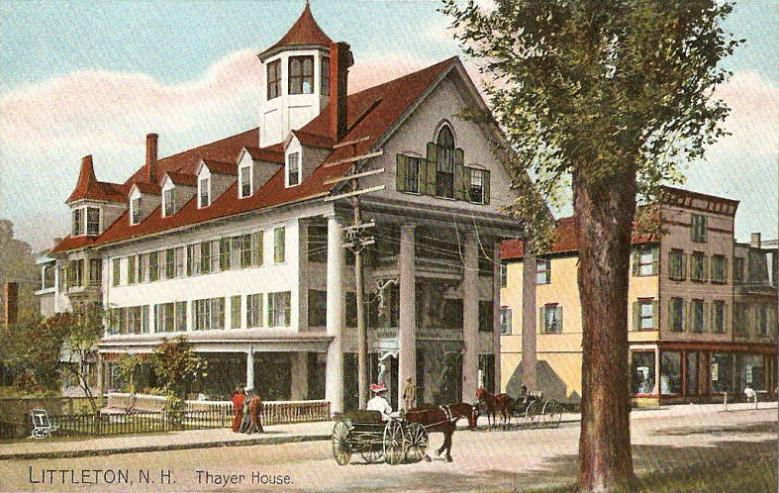

## أعلام
- جورج هاتشينز بينغهام
- ويليام فرنسيس بريس
- بنجامين دبليو. كيلبيرن
- واين غرين
- إليانور بورتر